# Episodi de L'albero delle mele (terza stagione)
La terza stagione della sitcom L'albero delle mele è stata trasmessa negli Stati Uniti dal 28 ottobre 1981 al 5 maggio 1982.
| N° | Titolo originale                   | Titolo italiano               | Prima TV USA     | Prima TV Italia  |
| -- | ---------------------------------- | ----------------------------- | ---------------- | ---------------- |
| 1  | Growing Pains                      | Problema alcoolico            | 28 ottobre 1981  | 16 gennaio 1984  |
| 2  | Fear Strikes Back                  | Tentata violenza              | 4 novembre 1981  | 17 gennaio 1984  |
| 3  | A Baby in the House                | Una bambina in casa           | 11 novembre 1981 | 18 gennaio 1984  |
| 4  | A Friend in Deed                   | La madre di Blair             | 18 novembre 1981 | 19 gennaio 1984  |
| 5  | Front Page                         | Prima pagina                  | 25 novembre 1981 | 20 gennaio 1984  |
| 6  | Give and Take                      | Addio pensione                | 2 dicembre 1981  | 23 gennaio 1984  |
| 7  | Sweet Sorrow                       | Dolce dolore                  | 9 dicembre 1981  | 24 gennaio 1984  |
| 8  | From Russia with Love              | La nonna di Natalie           | 16 dicembre 1981 | 25 gennaio 1984  |
| 9  | Dear Me                            | La lettera                    | 23 dicembre 1981 | 26 gennaio 1984  |
| 10 | Cousin Geri Returns/Geri's Romance | Il ritorno della cugina Geri  | 30 dicembre 1981 | 27 gennaio 1984  |
| 11 | Legacy                             | L'eredità                     | 6 gennaio 1982   | 30 gennaio 1984  |
| 12 | Green-Eyed Monster                 | La recita                     | 13 gennaio 1982  | 31 gennaio 1984  |
| 13 | The Americanization of Miko        | L'americanizzazione di Miko   | 20 gennaio 1982  | 1 febbraio 1984  |
| 14 | The Marriage Brokers               | L'amico della signora Garrett | 27 gennaio 1982  | 2 febbraio 1984  |
| 15 | Starstruck                         | Starstruck                    | 3 febbraio 1982  | 3 febbraio 1984  |
| 16 | The Four Musketeers                | Quattro moschettiere          | 10 febbraio 1982 | 6 febbraio 1984  |
| 17 | The Affair                         | La tresca                     | 17 febbraio 1982 | 7 febbraio 1984  |
| 18 | Runaway                            | Fuga                          | 24 febbraio 1982 | 8 febbraio 1984  |
| 19 | New York, New York                 | New York, New York            | 3 marzo 1982     | 9 febbraio 1984  |
| 20 | Kids Can Be Cruel                  | La vendetta                   | 17 marzo 1982    | 10 febbraio 1984 |
| 21 | Mind Your Own Business             | Fatti gli affari tuoi         | 24 marzo 1982    | 13 febbraio 1984 |
| 22 | The Academy                        | La scuola militare            | 31 marzo 1982    | 14 febbraio 1984 |
| 23 | Jo's Cousin                        | La cugina di Jo               | 14 aprile 1982   | 15 febbraio 1984 |
| 24 | Read No Evil                       | Censura                       | 5 maggio 1982    | 16 febbraio 1984 |

## Problema alcoolico
- Titolo originale: Growing Pains
- Diretto da: Asaad Kelada
- Scritto da: Linda Marsh e Margie Peters

### Trama
Blair si è procurata due bottiglie di vino e Tootie, sentendosi esclusa dalle compagne per essere la più piccola, si ubriaca. Per evitare guai seri, le ragazze confessano tutto alla signora Garrett.
- Guest star: Roger Perry (Charles Parker).

## Tentata violenza
- Titolo originale: Fear Strikes Back
- Diretto da: Asaad Kelada
- Scritto da: Deidre Fay e Stuart Wolpert

### Trama
Di ritorno da una festa in maschera, Natalie viene aggredita e non vuole più uscire. Al fine di aiutarla, la signora Garrett convince le ragazze a prendere parte a un corso di autodifesa che si terrà a scuola.
- Guest stars: Paige Conner (Lucy) e Louis Welch (Istruttore).

## Una bambina in casa
- Titolo originale: A Baby in the House
- Diretto da: Asaad Kelada
- Scritto da: Stuart Wolpert, Deidre Fay e Jerry Winnick

### Trama
Alison, una vecchia amica di Blair, arriva a Eastland. Dopo essere andata via, la signora Garrett e le ragazze scoprono che Emily, sua figlia, è stata lasciata lì con loro e devono prendersene cura.
- Guest stars: Heather Kerr (Alison), Danielle Nathanson (Emily) e Kristin Nathanson (Emily).

## La madre di Blair
- Titolo originale: A Friend in Deed
- Diretto da: Asaad Kelada
- Scritto da: Linda Marsh e Margie Peters

### Trama
La madre di Blair arriva a Eastland e afferma di volersi sottoporre a un'operazione di chirurgia plastica. La signora Garrett, Blair e Tootie scoprono più tardi che la donna ha un tumore al seno.
- Guest stars: Geri Jewell (Geri Tyler) e Marj Dusay (Monica Warner).

## Prima pagina
- Titolo originale: Front Page
- Diretto da: Asaad Kelada
- Scritto da: Mike Mayer e Larry Swimer

### Trama
Dopo che il suo saggio viene rigettato, Jo scrive un articolo in cui accusa il suo professore di giornalismo di essere stato arrestato per possesso di droga e Natalie, responsabile del giornale scolastico, deve decidere se pubblicarlo o meno.
- Guest stars: Julie Piekarski (Sue Ann Weaver), Julie Anne Haddock (Cindy Webster), Loren Lester (Roy) e Steven Anderson (Signor Gideon).

## Addio pensione
- Titolo originale: Give and Take
- Diretto da: Asaad Kelada
- Scritto da: Linda Marsh e Margie Peters

### Trama
La signora Garrett scopre di aver perso la sua pensione ed è costretta ad accettare un secondo lavoro. Il salario della nuova occupazione è maggiore rispetto a quello datole da Eastland e la donna pensa di lasciare la scuola.
- Guest star: Roger Perry (Charles Parker).

## Dolce dolore
- Titolo originale: Sweet Sorrow
- Diretto da: Asaad Kelada
- Scritto da: Linda Marsh e Margie Peters

### Trama
Blair e Jo frequentano un corso in cui i partecipanti fingono di essere sposati. Jo è attratta dal suo partner ma vuole rimanere fedele al fidanzato.
- Guest stars: Clark Brandon (Eddie Brennan) e Shawn Stevens (Bob).

## La nonna di Natalie
- Titolo originale: From Russia with Love
- Diretto da: Asaad Kelada
- Scritto da: Jerry Mayer ed Emily Mayer

### Trama
Natalie vuole passare del tempo con un ragazzo mentre i suoi genitori sono fuori città ma l'arrivo di sua nonna Mona a Eastland sconvolge tutto.
- Guest star: Molly Picon (Mona).

## La lettera
- Titolo originale: Dear Me
- Diretto da: Asaad Kelada
- Scritto da: Lloyd Turner e Howard Liebling

### Trama
La signora Garrett e le ragazze stanno organizzando una gita con alcuni studenti della Bates Academy. Tootie non è entusiasta e cerca di evitare l'uscita dichiarando di essere già impegnata con un ragazzo.
- Guest stars: Felice Schachter (Nancy Olson), Todd Hollowell (Zack), Philip Linton (Lenny) e David Wallace (Paul).

## Il ritorno della cugina Geri
- Titolo originale: Cousin Geri Returns
- Diretto da: Asaad Kelada
- Scritto da: Ann Gibbs e Joel Kimmel

### Trama
Geri conosce l'insegnante di francese di Easland e, nonostante Blair non approvi, accetta di partire con lui per una romantica passeggiata in montagna.
- Guest stars: Geri Jewell (Geri Tyler) e Lou Richards (Signor Palmer).

## L'eredità
- Titolo originale: Legacy
- Diretto da: Judi Elterman
- Scritto da: Deidre Fay e Stuart Wolpert

### Trama
Blair viene a sapere che suo nonno, che tanto idolatrava, era un membro e benefattore del Ku Klux Klan.
- Guest stars: Roger Perry (Charles Parker) e Loren Lester (Roy).

## La recita
- Titolo originale: Green-Eyed Monster
- Diretto da: Asaad Kelada
- Scritto da: Linda Marsh, Margie Peters e Bill Shinkai

### Trama
Natalie vuole essere la protagonista in una recita scolastica e non è per nulla disposta a lasciare che qualcuno le soffi il ruolo, compresa la sua migliore amica Tootie.
- Guest stars: Felice Schachter (Nancy Olson), Hazel Shermet (Signorina Downes), Beverly Nero (Pianista) e Heidi Helmer (Ragazza).

## L'americanizzazione di Miko
- Titolo originale: The Americanization of Miko
- Diretto da: Asaad Kelada
- Scritto da: Stephen W. Spears e Bill Shinkai

### Trama
Il padre di Miko Wakamatsu, la nuova studentessa giapponese, è dell'opinione che la cultura americana influenzi negativamente sua figlia e ha intenzione di farla ritirare da Eastland.
- Guest stars: Lauren Tom (Miko Wakamatsu) e Mako (Signor Wakamatsu).

## L'amico della signora Garrett
- Titolo originale: The Marriage Brokers
- Diretto da: Alejandro Rey
- Scritto da: Mitch Markowitz

### Trama
La signora Garrett riceve la visita di un suo vecchio amico e Blair indaga quanto seria sia la loro relazione.
- Guest stars: Norman Alden (Ernest Melbourne), Scott Strader (Barnett Thornwood), William Marquez (Carlos) e Pepe Crow (Renaldo).

## Starstruck
- Titolo originale: Starstruck
- Diretto da: Asaad Kelada
- Scritto da: Marvin Braverman, Deidre Fay e Stuart Wolpert

### Trama
Tootie è la presidente del fan club di Jermaine Jackson e viene invitata a un suo concerto a New York. La ragazza è determinata ad andare e chiede alla signora Garrett di accompagnarla.
- Guest stars: Geri Jewell (Geri Tyler), Jermaine Jackson (Sé stesso), Cheryl Epps (Terry), Pam Springsteen (Sally), Jere Fields (Georgia), Mark Davitt (Mark), Fitzhugh Huston (Fitz), Sal Landi (Sal), Rick Fitts (P.R.), Paris Robinson (Guardia), Marcus Wyatt (Ragazzo), Tonia G. Smith (Ragazza), Sheila Monique (Ragazza), Danielle Bateman (Ragazza) e Jill Tandy (Ragazza).

## Quattro moschettiere
- Titolo originale: The Four Musketeers
- Diretto da: Asaad Kelada
- Scritto da: Deidre Fay e Stuart Wolpert

### Trama
Il periodo di punizione con la signora Garrett è terminato e le ragazze possono tornare ad avere una vita normale. La libertà durerà molto poco visto che le quattro verranno nuovamente punite dopo aver sporcato la loro stanza di vernice.
- Guest star: Susan Blackstone (Brenda).

## La tresca
- Titolo originale: The Affair
- Diretto da: Asaad Kelada
- Scritto da: Migdia Chinea-Varela

### Trama
La signora Garrett e le ragazze si fermano a mangiare in un ristorante italiano di New York, dove Natalie vede suo padre baciare un'altra donna.
- Guest stars: Benito Prezia (Luigi), Peter Reckell (Alan) e Norman Burton (Signor Green).

## Fuga
- Titolo originale: Runaway
- Diretto da: Asaad Kelada
- Scritto da: Bernard Burnell Mack

### Trama
Tootie, nonostante non abbia avuto il permesso della signora Garrett e dei suoi genitori, va a New York per incontrare le altre ragazze. Arrivata, si rifugia in un locale e fa amicizia con una prostituta adolescente che vorrebbe portarla via con sé.
- Guest stars: Lauren Tom (Miko Wakamatsu), Tammy Lauren (Kristy), Darrell Fetty (Mike), Linda Darlow (Cameriera), Larry Gelman (Signore) e Belle Ellig (Signora).

## New York, New York
- Titolo originale: New York, New York
- Diretto da: Asaad Kelada
- Scritto da: Peter Noah

### Trama
Blair e Jo vanno a New York per incontrare delle loro vecchie amiche. Dina, l'amica di Blair, è rimasta la stessa ragazza snob e Jesse, l'amica di Jo, la stessa prepotente.
- Guest stars: Dana Kimmell (Dina), Alexa Kenin (Jesse), Bunny Summers (Hildy), Jan Rabson (Cameriere) e David Bond (Signore).

## La vendetta
- Titolo originale: Kids Can Be Cruel
- Diretto da: Asaad Kelada
- Scritto da: Jerry Mayer

### Trama
La signora Garrett e le ragazze stanno organizzando un evento di beneficenza tra Eastland e Bates. Natalie scopre che Blair ha rivelato delle informazioni su di lei a un ragazzo e vuole vendicarsi.
- Guest stars: Dan Frischman (Carl), Scott McGinnis (Dink), Marc Poppel (Tim), Andrew J. Lederer (Ragazzo) e Wendell Baker (Ragazzo).

## Fatti gli affari tuoi
- Titolo originale: Mind Your Own Business
- Diretto da: Selig Frank
- Scritto da: Jerry Jacobius e Steven Gore

### Trama
Dopo essere stata aiutata in chimica da Natalie, Blair sbircia nel diario della compagna per capire cosa regalarle. Venendo a conoscenza di ciò, Natalie decide di redigere un regolamento sulla privacy. Nel frattempo, la signora Garrett deve partecipare a una conferenza di dietologi.

## La scuola militare
- Titolo originale: The Academy
- Diretto da: Asaad Kelada
- Scritto da: Jerry Mayer

### Trama
La signora Garrett e le ragazze partecipano a un ballo della Stone Military Academy.
- Guest stars: John P. Navin Jr. (Alfred Webster), David Ackroyd (Dorsey), Jimmy Baio (Buzz), Peter Frechette (Knight), Ben Marley (Hank) e David Hubbard (Chip).

## La cugina di Jo
- Titolo originale: Jo's Cousin
- Diretto da: Asaad Kelada
- Scritto da: Linda Marsh e Margie Peters

### Trama
Jo va a trovare sua cugina Terry, un maschiaccio di quattordici anni che ha bisogno del suo aiuto per essere una vera donna e impedire che il padre e i due fratelli la trattino ancora come una bambina.
- Guest stars: Megan Follows (Terry), Donnelly Rhodes (Sal), John Mengatti (Paul), Grant Cramer (Tony) e D.W. Brown (Bud).

## Censura
- Titolo originale: Read No Evil
- Diretto da: Dolores Ferraro
- Scritto da: Deidre Fay, Stuart Wolpert ed Hendrik Van Leuven

### Trama
Natalie perde il posto di direttrice del giornale scolastico per aver denigrato la nuova politica di censura della scuola e la signora Garrett cerca di fare il possibile per aiutarla.
- Guest stars: Geri Jewell (Geri Tyler), Roger Perry (Charles Parker), Susan Davis (Betty), Ed Penn (Signore), Beverly Dixon (Signora) e W. Perren Page (Signore).